# DX
DX, em radioamadorismo é sigla que significa um contato a longa distância. É também um passatempo em que se ouve emissoras de radiodifusão em longas distâncias. No conceito geral, DX é a exploração das ondas eletromagnéticas através de receptores, cujo praticante "caçador" dexista capta sinais que são possíveis depois de esperar um certo tempo e aprendizagem, difere-se do rádio-escuta e do rádio-amador por ser considerado um hobby sem emitir qualquer transmissão.
A prática do DX é exercida desde o início do século XX, este hobby também é chamado de "radio escuta DX".
Para se executar um DX, tanto radioamadores (transmissão, recepção), quanto aficcionados da radioescuta (somente recepção), necessitam de certas condições ideais de clima, propagação de radiofrequência, equipamentos, etc.

## Radioescutas
Um ouvinte que está acompanhando a programação de uma determinada emissora, pode ser considerando um radioescuta, a audição de estações locais, e de qualquer modo que esteja apto (como ocasionalmente os rádios-amadores) a ouvir determinados sons. No território brasileiro a uma determinado lugar em que possa acompanhar um resultado de um campeonato que está ocorrendo, por exemplo assim como buscar informações. Hoje, dispensado pelo uso da internet, e que pode persistirem a agências que monitoram regiões de conflito e coletar os dados.

## Radioamador
Estes agentes procuram-se manter em comunicação para checar o funcionamento de certas transmissões, é necessário saber sobre âmbitos físicos focados a elétrica e a eletrônica, assim como localização de locais e direcionamento para o seu dialogo. Seguindo determinadas normas, como o uso de frequência autorizadas e licença para emitir através dos equipamentos, exigidas por cada nação e uniformemente a UIT (União Internacional de Transmissões).

## Ouvintes de ondas curtas

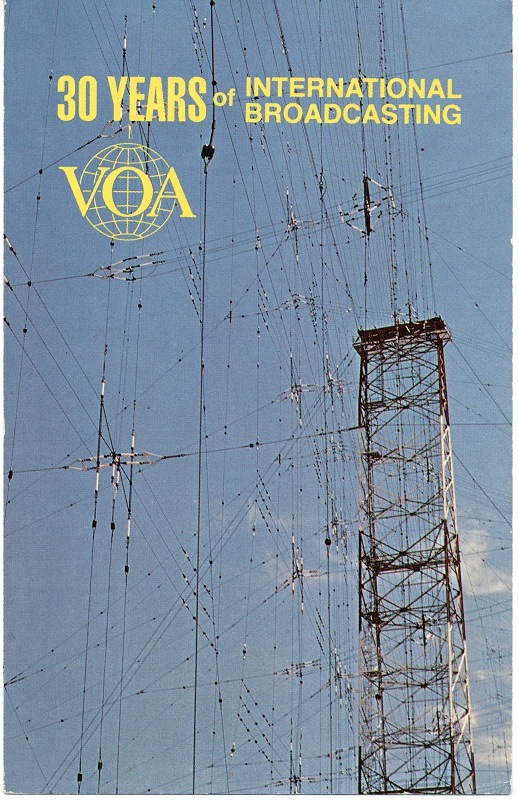
Cartão QSL para a Voz da América

Referindo-se também a Shorwave listeners. Tem por dedicação a sintonia em Ondas Curtas (corresponde de 1.700 kHz à 30.000 kHz máximo de cobertura). A um dial mundialmente repleto de rádios, muitas vezes, pelo interesse de acompanhar programas de tal segmentos, como esporte, notícias e músicas. E participar de promoções oferecidas, aonde adquirem cartões de confirmação de recepção (por extenso ou em cartões QSL).

## Monitor de rádio internacional
É um ouvinte, como citado acima, que repassa as verificações feitas de como está a qualidade do sinal nas frequências em operação, auxiliando aos engenheiros em aperfeiçoar a transmissão para ampliar o alcance.

## Dexista
O vocábulo "DX" destinado especialmente a estes profissionais significa distância pelo motivo de caçar sinais oriundos a quilômetros de extensão, nas quais não é possível conseguir em condições normais, como de clima e de relevo, reservado a sua perseverança. Podendo ser tanto com a modulação de amplitude (Ondas médias e Ondas Curtas), quanto a de frequência modulada. Logo, DX é uma abreviação e não um acrônimo. DX é “Distância”, contato de rádio à distância,
É definido como a prática de capturar transmissões distantes, proveniente de lugares longes do ponto de sintonia. Em relação aos serviços internacionais, para o ser conceituado, deve estar fora da área de abrangência da emissora em questão. Dentro de um espaço limítrofe de um Estado, deve considerar que seja de grandes dimensões, como o Brasil, evitando a utilização inapropriada de dexista para captações de estações da mesma cidade em que está, ou em suas conurbações.